# Carlo Confalonieri
Carlo Confalonieri (Séveso, 25 de julio de 1893-Roma, 1 de agosto de 1986) fue un cardenal italiano de la Iglesia católica. Se desempeñó como Prefecto de la Congregación para los Obispos desde 1967 hasta 1973, y decano del Colegio de Cardenales desde 1977 hasta su muerte. Confalonieri fue elevado al cardenalato en 1958.

## Biografía

### Primeros años
Carlo Confalonieri nació en Séveso. Su padre era ebanista. Fue bautizado por el al día siguiente de su nacimiento, el 26 de julio. Confirmado el 13 de febrero de 1901, recibió su primera comunión el 5 de mayo de 1904. Entró en el seminario de Séveso en 1904 y, luego al de la arquidiócesis de Monza, en 1909. 
Después de estudiar en un liceo de Milán, se trasladó a Roma para asistir al Seminario Pontificio "Ss. Ambrogio e Carlo" y a la Pontificia Universidad Gregoriana (donde obtuvo su licenciatura en teología en 1913). Confalonieri luego sirvió en la Primera Guerra Mundial desde 1914 hasta 1916.

## Vida religiosa

### Sacerdocio y formación
Entró en las filas del clero sobre la recepción de la tonsura de Andrea Carlo Ferrari, el 14 de junio de 1912. Fue ordenado al sacerdocio el 18 de marzo de 1916 por el Cardenal Ferrari. Después de trabajar en el ejército italiano y en Milán, donde fue nombrado secretario privado de Achille Ratti, en 1921.  
Confalonieri viajó con Ratti a Roma como su asistente para el cónclave papal de 1922, en la que el cardenal fue elegido al papado como Pío XI. Él continuó desempeñándose como secretario del Papa Ratti hasta la muerte de este en 1939, y durante ese período, fue elevado al rango de Monseñor (7 de febrero de 1922), protonotario apostólico (24 de diciembre de 1935), y canónigo de la Basílica de San Pedro (1935). Confalonieri estaba destinado a ser nombrado sustituto para Secretario de Estado en 1937, pero la posición vez quedó en Giovanni Battista Montini. Por otra parte, cuando el Papa Pío XII invita a Confalonieri a convertirse en arzobispo de Módena y abad de Nonantola a finales de 1939, se negó. 

## Episcopado
El 27 de marzo de 1941, Confalonieri fue nombrado arzobispo de L'Aquila por Pío XII, recibiendo su consagración episcopal el 4 de mayo. Más tarde, Confalonieri se convierte en Secretario de la Sagrada Congregación de Seminarios y Universidades el 25 de enero de 1950.

### Cardenalato
Juan XXIII lo creó cardenal presbítero de S. Agnese fuori le mura en el consistorio del 15 de diciembre de 1958, y Confalonieri más tarde fue nombrado arcipreste de la Basílica Liberiana el 16 de noviembre de 1959. En 1961 fue nombrado Secretario de la Sagrada Congregación Consistorial y presidente de la Pontificia Comisión para América Latina. De 1962 a 1965, Confalonieri asistió al Concilio Vaticano II. También fue uno de los cardenales electores en el cónclave papal de 1963, que eligió a Pablo VI. El cardenal más tarde ascendió a Pro-Prefecto (1966) y poco después, Prefecto (1967) de la Consistorial, que el Papa Pablo cambia su nombre por la Congregación para los Obispos.
Confalonieri fue promovido a cardenal obispo de Palestrina el 15 de marzo de 1972. Se convirtió en vicedecano del Colegio cardenalicio el 7 de enero de 1974, y finalmente Decano el 12 de diciembre de 1977. Este nombramiento supuso el título de la suburbicaria de Ostia ver, que él tomó, además de su primera sede suburbicaria. Como Decano, dirigió las misas fúnebres de Pablo VI y Juan Pablo I. Confalonieri, no pudo participar en los cónclaves de agosto y octubre de 1978 porque se había superado el límite de edad de 80 años para ser elector elegible. Sin embargo, fue el primero en sugerir el nombre de Albino Luciani, quien fue elegido Juan Pablo I, durante el período antes del cónclave de agosto. Felicitó a Luciani por su discurso y escritos, también diciendo que "la Iglesia ha elegido bien" en la selección de él para el Papado.
El cardenal Confalonieri era considerado un moderado en sus puntos de vista. En el cónclave de 1963, Confalonieri fue visto como un posible candidato para un Papa de transición, uno que no le es posible llevar a cabo grandes cambios durante su mandato. Sin embargo, su falta de experiencia pastoral fue visto como un obstáculo.

### Muerte
El cardenal murió en Roma, a los 93 años. Su funeral se celebró en la Basílica de San Pedro, tres días después, el 4 de agosto, y fue presidida por el Papa Juan Pablo II. Después sus restos fueron trasladados a su natal Séveso para sus otras exequias el 5 de agosto (presididas por Giovanni Colombo). Confalonieri fue enterrado junto a sus padres en su parcela familiar en el cementerio de Seveso.